# Qatar aux Jeux olympiques d'été de 2008
Le Qatar participe aux Jeux olympiques d'été de 2008 à Pékin.

## Liste des médaillés

### Médailles d'or
| Sport            | Discipline | Sportifs | Performance |
| Médailles d'or : |            |          |             |

### Médailles d'argent
| Sport                | Discipline | Sportifs | Performance |
| Médailles d'argent : |            |          |             |

### Médailles de bronze
| Sport                 | Discipline | Sportifs | Performance |
| Médailles de bronze : |            |          |             |

## Athlètes engagés

### Athlétisme
| Épreuve          | Athlète                   | Séries       | Séries | Quarts de finale | Quarts de finale | Demi-finales | Demi-finales | Finale       | Finale |
| Épreuve          | Athlète                   | Résultat     | Rang   | Résultat         | Rang             | Résultat     | Rang         | Résultat     | Rang   |
| ---------------- | ------------------------- | ------------ | ------ | ---------------- | ---------------- | ------------ | ------------ | ------------ | ------ |
| 100 mètres       | Samuel Francis            | 10.40        | 1er Q  | 10.11            | 4e Q             | 10.20        | 8e           | -            | -      |
| 200 mètres       | Samuel Francis            | N.P          | /      | -                | -                | -            | -            | -            | -      |
| 1 500 mètres     | Thamer Kamal Ali          | 3 min 41.08  | 8e     | -                | -                | -            | -            | -            | -      |
| 1 500 mètres     | Daham Najim Bashir        | 3 min 36.05  | 3e Q   | NC               | NC               | 3 min 37.77  | 7e Q         | 3 min 37.68  | 10e    |
| 5 000 mètres     | Sultan Khamis Zaman       | 13 min 53.38 | 12e    | -                | -                | -            | -            | -            | -      |
| 5 000 mètres     | James Kwalia              | 13 min 39.96 | 2e Q   | NC               | NC               | NC           | NC           | 13 min 23.48 | 8e     |
| 10 000 mètres    | Felix Kikwai Kibore       | NC           | NC     | NC               | NC               | NC           | NC           | 28 min 11.92 | 22e    |
| 10 000 mètres    | Essa Ismail Rashed        | NC           | NC     | NC               | NC               | NC           | NC           | 27 min 58.67 | 20e    |
| 10 000 mètres    | Ahmad Hassan Abdullah     | NC           | NC     | NC               | NC               | NC           | NC           | 27 min 23.75 | 8e     |
| 110 mètres haies | Mohamed Issa Al-Thawadi   | 13.64        | 5e Q   | DSQ              | /                | -            | -            | -            | -      |
| 3000m steeple    | Abubaker Ali Kamal        | 8 min 21.85  | 4e Q   | -                | -                | -            | -            | 8 min 16.59  | 8e     |
| Triple saut      | Ibrahim Babikir Mohamdein | 16,03m       | 17e    | -                | -                | -            | -            | -            | -      |
| Lancer du disque | Rashid Shafi al-Dosari    | 63,83m       | 4e Q   | NC               | NC               | NC           | NC           | 62,55m       | 10e    |